# Jossel Birstein
Jossel Birstein, auch  Yosl Birshteyn (hebräisch יוסל בירשטיין; geb. 24. September 1920 in Biała Podlaska, Polen; gest. 28. Dezember 2003 in Jerusalem, Israel) war ein israelischer Schriftsteller polnischer Herkunft. Er schrieb seine Werke auf Ivrit und Jiddisch.

## Leben und Wirken
Jossel Birstein wuchs in der polnischen Kleinstadt Biała Podlaska auf, wo er den Cheder besuchte. 1937 wanderte er nach Australien aus und war im Zweiten Weltkrieg während vier Jahren Soldat in der australischen Armee. 1941 heiratete er Margaret Weisberg, die ihren Vornamen in Israel zu Marganit änderte. Das Paar hatte zwei Töchter, Chana und Nurit. Birsteins Familienangehörige in Polen wurden Opfer der Shoa.
1950 verließ Birstein Australien und wanderte mit seiner Familie nach Israel aus. Sie wohnten zunächst im Kibbuz Gwat in der Jesreelebene, wo Birstein elf Jahre als Schafhirte arbeitete. In einem Interview berichtet er, wie Chaim Gwati, später Landwirtschaftsminister und damals für die Verwaltung des Kibbuz zuständig, ihn zum Schafhirten bestimmt hatte, da er aus Australien gekommen sei, dem Land der Schafe. „In Wahrheit“, betont Birstein, „lebte ich 14 Jahre in Melbourne und habe dort nicht einmal den Schwanz eines Schafes gesehen.“
Daraufhin zog Birstein nach Kirjat Tiw’on und später nach Nazrat Illit, wo er bei der Bank Hapoalim angestellt war und es dort bis zum Direktor der Investmentabteilung brachte. 1982 zog er nach Jerusalem. Er begann auf dem Militärrundfunk Kurzgeschichten zu erzählen, und trat als Geschichtenerzähler in ganz Israel auf. Seinen ersten Gedichtband hatte er 1949 in Melbourne auf Jiddisch unter dem Titel Unter fremde Himlen (dt. „Unter fremden Himmeln“) veröffentlicht. Sein erstes Buch mit Erzählungen, Auf engen Gehwegen, erschien 1958 auf Jiddisch, 1959 auf Hebräisch, und beschrieb das Leben im Kibbuz. Birstein schrieb seine Erzählungen mehrheitlich auf Jiddisch und übersetzte sie mit Hilfe von Nissim Aloni und dem Literaturwissenschaftler Menachem Perry auf Ivrit. Er arbeitete auch in der Bibliothek der Universität Jerusalem, der heutigen Israelischen Nationalbibliothek. Sein letzter Roman, „Nenn mich nicht Hiob“, erschien 1995 auf Hebräisch und enthält Erzählungen aus Polen, Australien und Israel.
Seine Werke wurden mehrfach auch auf Deutsch übersetzt, darunter der Roman „Gesicht in den Wolken“, eine Elegie auf den Niedergang der jiddischen Literatur, sowie die Erzählungen „Unterwegs in den Straßen von Jerusalem“. Birstein starb 2003 in Jerusalem.